# Милица Бакрач
Милица Бакрач (Никшић, 6. март 1977) српска је књижевница и песникиња.

## Биографија
Рођена је као Милица Ненезић 6. марта 1977. године у Никшићу. Дипломирала је на Филозофском факултету у Никшићу, на Одсеку за српски језик и књижевност.
Члан је Управног одбора Удружења књижевника Црне Горе, члан је Удружења књижевника Србије, Књижевног друштва српских писаца Косова и Метохије и Књижевног друштва „Његош” из Црне Горе.

## Дела
- „Нек ме птице криком буде” (1996)
- „Жиг” (1998)
- „Сонети и писма” (1999)
- „Од злата јабука” (2004)
- „Азбучник” (2007)
- „Арсеније Чарнојевић по други пут међу Србима” (2010)
- „Вуковање” (2017)[2]
- „Господе, није нам хладно” (2020)[3]

## Награде
- Прва награда Ратковићевих вечери поезије, 1999.[4]
- Повеља „Свети Сава”, за књижевна дела посвећена српском народу, Источно Сарајево, 2012.
- Прва награда на конкурсу за љубавну поезију, Мркоњић Град, 2012.
- Награда „Марко Миљанов”, за књигу поезије Жена, 2013.
- Златна значка и плакета Културно-просветне заједнице Србије, за несебичан, предан и дуготрајан рад и стваралачки допринос у ширењу културе, 2013.
- Песничка повеља поводом 700 година Манастира Бањска, 2013.
- Витезова награда за животно дело, Београд, 2016.
- Награда „Душко Трифуновић”, Пале, 2016.
- Награда „Растко Петровић”, за књигу Јав из Црне Горе, 2018.
- Награда „Светосавско благодарје”, признање Удружења књижевника Србије за истакнут рад у култури, 2019.
- Награда града Суботице за изузетан допринос српској култури, 2019.
- Први Оскар Србије, за књижевност, Београд, 2019.
- Награда „Печат кнеза Лазара”, за књигу Јав из Црне Горе, 2019.
- Награда „Милица Стојадиновић Српкиња”, за књигу Господе, није нам хладно, 2022.